# 4978 Seitz
4978 Seitz este un asteroid din centura principală, descoperit pe 29 septembrie 1973 de Cornelis van Houten și Tom Gehrels.